# Ihazoara
Ihazoara est une commune rurale malgache dans le district de Vohibato, dans la partie est de la région Haute Matsiatra.